# Assessor (Gattung)
Assessor ist eine Fischgattung aus der Familie der Mirakelbarsche (Plesiopidae). Die drei Arten der Gattung kommen in Korallenriffen des westlichen tropischen Pazifiks vor. Die bisher bekannten Fundorte liegen an der Küste von Neukaledonien, im Great Barrier Reef und bei den Ryūkyū-Inseln südlich von Japan.

## Merkmale
Assessor-Arten sind blau oder gelb gefärbt, werden 4 bis 6 cm lang und sind langgestreckt und seitlich etwas abgeflacht. Ihre Körperhöhe ist 3 bis 3,6 mal in der Standardlänge enthalten. Der Kopf ist kurz und nimmt weniger als ein Drittel der Standardlänge ein. Die nah am oberen Kopfprofil angeordneten Augen sind relativ groß, das endständige, schräg stehende Maul ist klein. Es ist mit kleinen, bürstenartigen Zähnen besetzt, die vorne in mehreren und an den Seiten in einer Reihe angeordnet sind. Im Unterkiefer befinden sich vorne einige vergrößerte Zähne, im Oberkiefer ist dort eine Zahnlücke. Im Gaumen ist das Gaumenbein mit einer kleinen Reihe körniger Zähne ausgestattet, während das Pflugscharbein zahnlos ist. Die vorderen Nasenöffnungen enden in kurzen Röhren. Die Schwanzflosse ist gegabelt. Der Körper ist mit kleinen Kammschuppen bedeckt; auf dem Kopf sind es entweder Rundschuppen oder sehr fein gezähnte Kammschuppen. Die Rückenflosse wird nach hinten allmählich immer höher. Die Afterflosse beginnt unterhalb der Mitte der Rückenflosse. Die Bauchflossen sind zugespitzt; ihre Basis liegt direkt unterhalb der Basis der abgerundeten Brustflossen. Die Schwanzflosse ist gegabelt. Der Schwanzstiel ist genau so lang wie hoch. Die Seitenlinie ist geteilt. Der vordere Abschnitt verläuft unterhalb der Rückenflossenbasis, der zweite befindet sich in der Mitte des Schwanzstiels. Außerdem gibt es relativ große sensorische Poren rund um die Augen und auf der Oberseite des Kopfes.
Morphometrie:
- Flossenformel: Dorsale XI(XII)/8–10; Anale III/9–10; Pectorale 14–16; Ventrale 1/4.

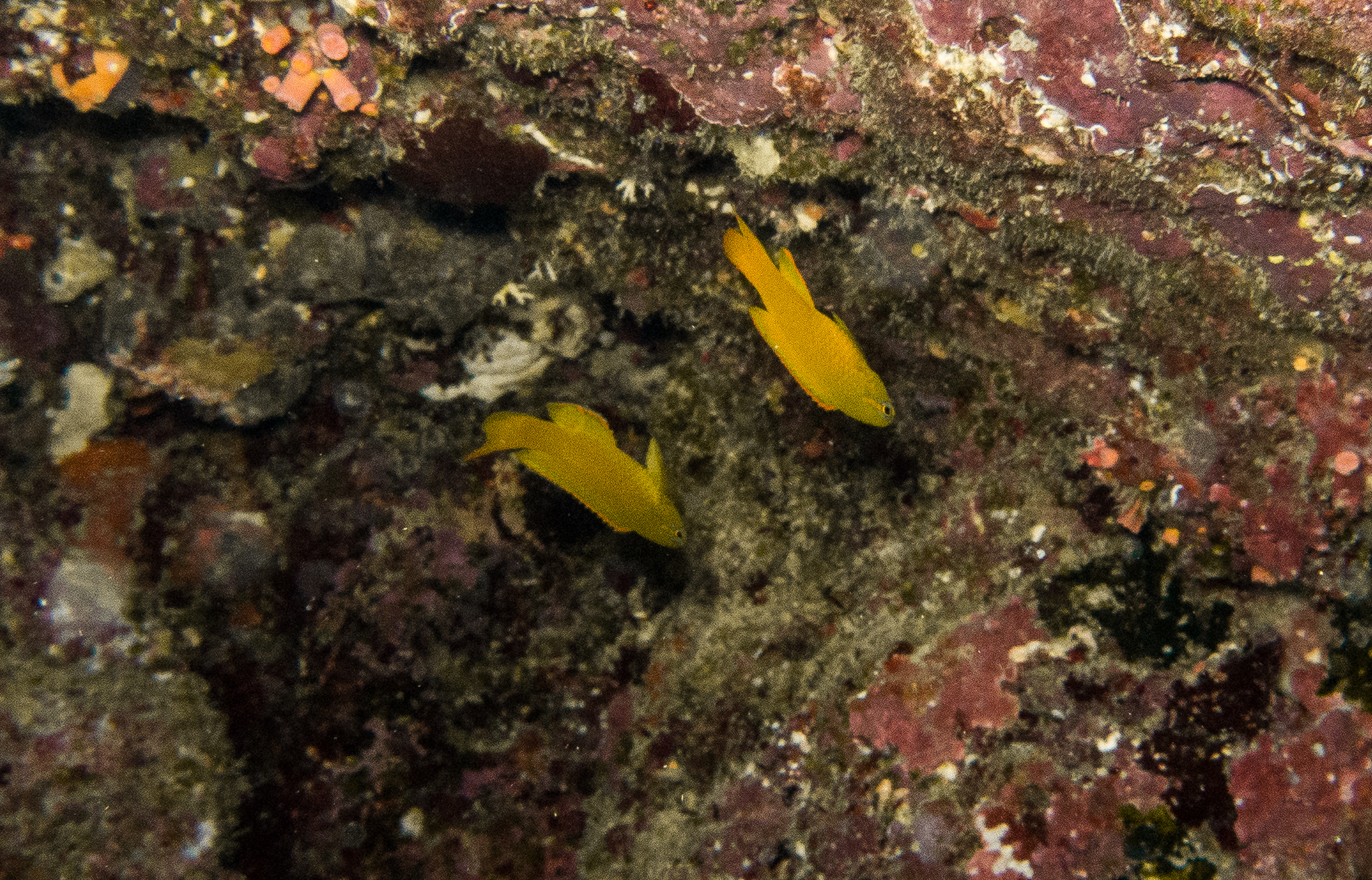
Gelber Mirakelbarsch (Assessor flavissimus)

- Schuppenformel: SL 16–23 + 1–9.
- Kiemenrechen 23–36.
- Branchiostegalstrahlen 6.

## Lebensweise
Assessor-Arten leben sehr versteckt in Korallenriffen in Tiefen von 5 bis 20 Metern. Oft finden sich größere Ansammlungen der Fische in Höhlen. An der Decke einer Höhle schwimmen sie mit dem Bauch nach oben. Assessor-Arten sind Maulbrüter, wobei die Männchen sich um die Eier kümmern. Sie ernähren sich vor allem von Flohkrebsen, Muschelkrebsen und Ruderfußkrebsen.

## Arten
Es gibt drei Arten:
- Gelber Mirakelbarsch (Assessor flavissimus Allen & Kuiter, 1976)
- Blauer Mirakelbarsch (Assessor macneilli Whitley, 1935)
- Randalls Mirakelbarsch (Assessor randalli Allen & Kuiter, 1976)